# Lijst van bisschoppen van Veszprém
Hieronder volgt een lijst van bisschoppen en aartsbisschoppen van Veszprém in Hongarije.
Het aartsbisdom Veszprém was tot 1992 een bisdom.

## Bisschoppen
- 1000 Stefan I
- 1046 Benetha (Benedictus I) Bulcsu
- 1058 Andreas
- 1068–1091 Kozma
- 1091–1093 Almarius

- 1113 Matthias
- 1131 Nana
- 1135 Martyrius
- 1135–1138 Peter I
- 1142–1143 Paul I
- 1156 Peter II
- 1164 Johannes I
- 1171 Benedictus II
- 1181–1199 Johannes II
- 1199–1209 Kalenda (Kalanda)

- 1209–1226 Robert
- 1226–1244 Bertalan
- 1244–1262 Zlaudus
- 1263–1275 Pál Széchy
- 1275–1289 Peter III. (uit het adellijke geslacht Güns)
- 1289–1311 Benedikt III.

- 1311–1322 Stefan II.
- 1323–1333 Heinrich
- 1334–1344 Mieszko von Beuthen
- 1344–1345 Stefan III.
- 1345–1346 Carceribus de Galhardus
- 1346–1357 János Gara
- 1358–1372 Ladislaus I
- 1372–1377 László Déméndi
- 1377–1378 Peter IV
- 1379–1387 Benedek Himházi
- 1387–1392 Demeter
- 1392–1395 Maternus
- 1399–1402 Mihály Hédervári

- 1403–1404 Georg I
- 1407–1410 Johannes Albeni
- 1411 Sándor
- 1412–1424 Branda Castiglione (kardinaal-administrator)
- 1424–1425 Péter Rozgonyi
- 1426–1428 János Uski
- 1428–1439 Simon Rozgonyi
- 1440 János De Dominis
- 1440–1457 Mátyás Gatalóczi
- 1458–1486 Albert Vetési
- 1489–1499 Johann Vitéz (eerder bisschop van Sirmium)
- 1499–1501 Georg Szakmary (György Szatmári)

- 1502–1503 Gergely Frangepán
- 1503–1511 Péter Kardinal Isvalies
- 1512–1520 Péter Beriszló
- 1520–1524 Pál (Pavol) Várdai (ook bisschop van Eger)
- 1524–1528 Tamás Zalaházi
- 1528–1549 Márton Kecset
- 1549–1553 Pál Bornemissza
- 1553–1568 András Köves
- 1568–1572 János Liszti
- 1572–1587 István Fejérkövi
- 1587–1596 Ferenc Forgách
- 1596–1601 András Monoszlóy

- 1603–1605 Lajos Ujlaky
- 1605–1606 Demeter Náprágyi
- 1608 Bálint Lépes
- 1608 Péter Radovics
- 1608–1628 Ferenc Ergelics
- 1628–1630 István Sennyei
- 1630 István Szentandrássy
- 1630–1633 Dávid Pál Felistáli
- 1633–1637 Zombori Lippay György
- 1637–1642 György Jakusics
- 1642–1644 István Bosnyák
- 1644–1648 György Pohronci Szelepcsény
- 1648–1658 György Széchenyi
- 1658–1659 Pál Hoffmann
- 1659–1683 István Sennyei
- 1687–1710 Pál Széchenyi

- 1710–1720 Otto Chrystophorus Johannes de Volkra
- 1723–1725 Imre (Emmerich) Esterházy
- 1725–1744 Péter Ádám Acsády
- 1745–1762 Biró Márton Padányi
- 1762–1773 Ignác Koller
- 1777–1802 Bajzáth József Pészaki

- 1808–1809 Pál Rosos
- 1809–1821 György Kurbély
- 1823–1825 Antal Makay
- 1825–1848 József Kopácsy
- 1842–1849 Dominik Zichy
- 1849–1875 János Ranolder
- 1877–1887 Zsgmond (Sigismondo) Kovács
- 1888–1917 Károly Hornig

- 1917–1939 Nándor Rott
- 1939 Tihamér Tóth
- 1939–1943 Giulio Czapik (ook aartsbisschop van Eger)
- 1944–1945 József Mindszenty (ook aartsbisschop van Esztergom-Boedapest)
- 1946–1949 Ladislao Bánáss
- 1949–1965 Bertalan Badalik, OP
- 1959–1972 Sándor Károly Klempa (administrator)
- 1972–1974 László Lékai (administrator)
- 1975–1978 László Kádár, O.Cist. (ook aartsbisschop van Eger)
- 1979–1982 László Paskai, OFM (ook coadjutor van de aartsbisschop van Kalocsa-Kecskemét)
- 1983–1993 József Szendi (vanaf 1993 aartsbisschop)

## Aartsbisschoppen
- 1993–1997 József Szendi (tot 1993 bisschop)
- sinds 1997 Gyula Márfi